# Portugal International 1982
Die Portugal International 1982 fanden vom 4. bis zum 8. Juni 1982 in Lissabon statt. Es war die 17. Auflage dieser internationalen Titelkämpfe von Portugal im Badminton.

## Finalergebnisse
| Disziplin    | Sieger                     | Finalist                    | Ergebnis    |
| ------------ | -------------------------- | --------------------------- | ----------- |
| Herreneinzel | Ray Stevens                | Tariq Farooq                | 15-7, 15-12 |
| Dameneinzel  | Catharine Troke            | Eva Stuart                  | 11-8, 11-4  |
| Herrendoppel | Ray Stevens Darren Hall    | Billy Gilliland Dan Travers | 15-13, 15-8 |
| Damendoppel  | Nora Perry Catharine Troke | Eva Stuart Paula Kilvington | 15-9, 15-4  |
| Mixed        | Ray Stevens Nora Perry     | Billy Gilliland Eva Stuart  | 15-9, 15-9  |